# Filippo Carafa della Serra
Filippo Carafa della Serra (Nápoles, Itália, c. 1340 — Bolonha, Itália, 22 de maio de 1389) foi bispo de Bolonha e cardeal italiano da Igreja Católica.

## Biografia
Membro da nobre família Carafa, estudou direito na Universidade de Bolonha onde obteve o doutorado in utroque iure, ou seja, tanto em direito civil quanto direito canônico. Lá ele foi aluno de Giovanni da Legnano.
Quando sacerdote, foi criado cardeal-presbítero dos Santos Silvestre e Martinho nos Montes no consistório de 18 de setembro de 1378 presidido pelo Papa Urbano VI. Ele recebeu o barrete cardinalício na Basílica de São Domingos junto com Bartolomeo Mezzavacca. Foi nomeado bispo de Bolonha em 28 de setembro de 1378.

Filippo morreu em 22 de maio de 1389 aos 49 anos, vítima da epidemia de peste que atingiu Bolonha. Foi enterrado na Basílica de São Petrônio.